# 二工乡 (吉木萨尔县)
二工乡，是中国新疆维吾尔自治区昌吉回族自治州吉木萨尔县下辖的一个乡镇级行政单位，已改为二工镇。

## 行政区划
二工乡共辖以下地区：
东台子村、红山子村、东沟村、大泉湖村、六户地村、八户村、海子沿村、芨芨窝子村、西芦芽湖村、大龙口村、董家湾村、头工街西村、头工街东村、十八户村、柳树河子村。